# Субтотальная реплантация лица в педиатрии

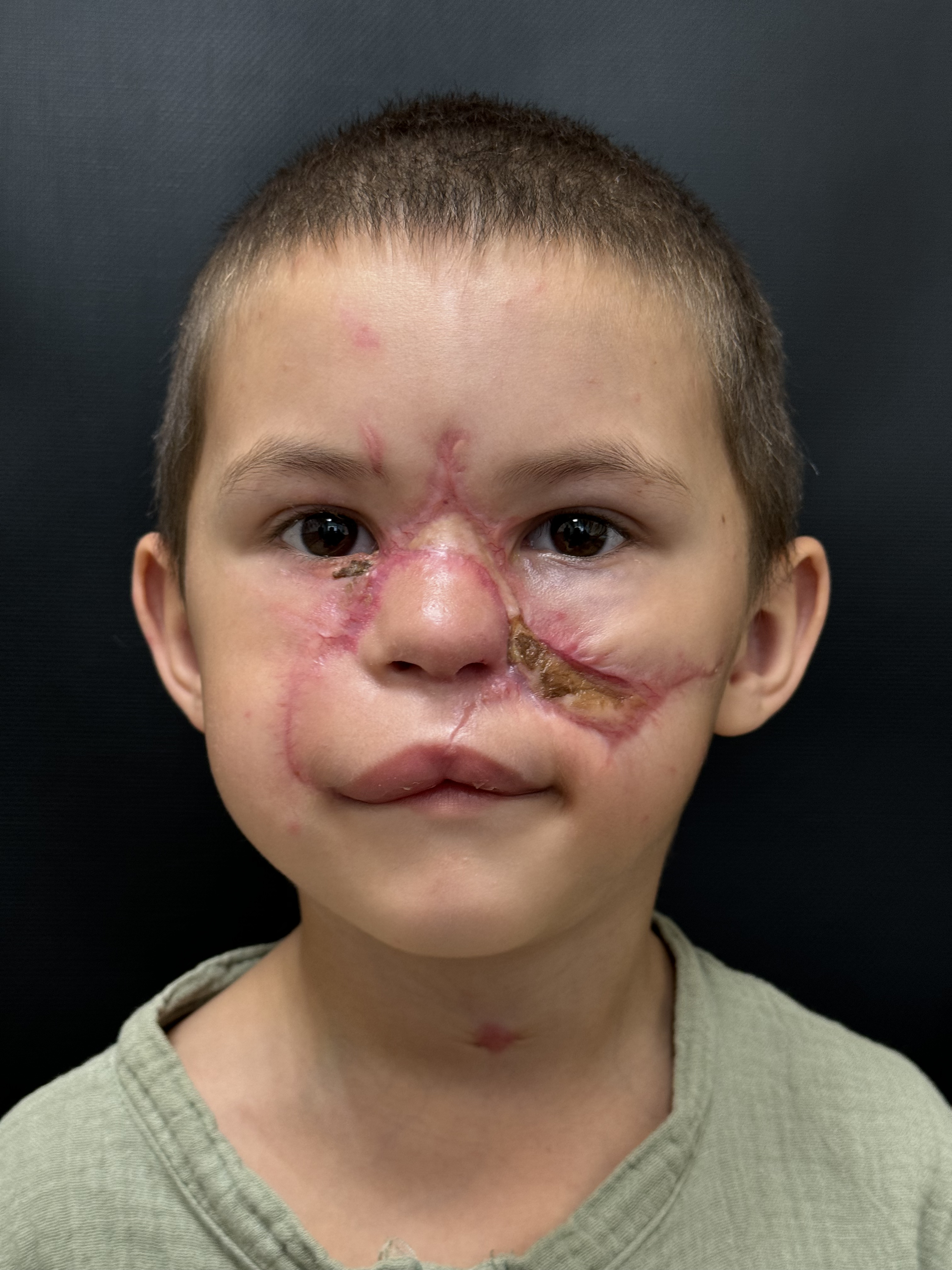
Фото ребёнка спустя 4 месяца после операции

Субтотальная реплантация лица в педиатрии — хирургическая операция по приживлению части лица отделённого от организма у ребёнка. Первая операция по реплантации лица в педиатрии была произведена в Монтеррее, Мексика,19 июня 2011 года. Первая успешная операция по субтотальной реплантации в России у ребенка была проведена 23 марта 2024 года. 

## Преимущества реплантации лица у ребенка
Эта процедура одномоментно позволяет восстановить эстетическую, анатомическую и функциональную структуру лица ребёнка за счет приживления полностью отделённой части его лица. Она позволяет избежать осложнений, которые часто встречаются при трансплантации лица: риск и раннего или отдаленного отторжения трансплантата, значительных психологических и иммунологических нарушений, связанных с последующим приёмом иммуносупрессивных препаратов.

## История
Первая в мире операция по реплантации лица в педиатрии была проведена в 19 июня 2011 года в Монтеррее, Мексика. 7-летний мальчик поступил в отделение неотложной помощи Мексиканского института социального обеспечения, после укуса собаки. Откусанный участок лица состоял из верхней и нижней губы, оральной спайки и из левой щеки. Ему была выполнена реплантация откусанного участка лица. Операция прошла успешна, через шесть месяцев после операции функциональные и эстетические результаты были превосходными. 

## Первый случай успешной субтотальной реплантации лица у ребенка в России
В России 23 марта 2024 году впервые была проведена уникальная операция по реплантации лица у ребёнка. 
В 16:00 23 марта 2024 года 4-летнему мальчику из Карачаево-Черкессии собака единым куском откусила фронтальную часть лица, состоящую из мягких тканей и костно-хрящевых структур средней трети лица, включающую костно-хрящевую часть носа, правую половину верхней губы, мягкие ткани щечной области справа и слева, и инфраорбитальные области с обеих сторон, носовую перегородку, глабеллу, вестибулярную слизистую оболочку полости рта. Свидетелем данного инцидента стала мама ребёнка, которая поместила откусанный участок лица в пакет, который далее медицинским специалистом был помещён в пакет с физиологическим раствором и затем в пакет со льдом. Пациент изначально был доставлен в Карачаево-Черкесскую республиканскую клиническую больницу Черкесска со 2-й степенью болевого шока где ему была проведена первая помощь и первичная хирургическая обработка раны без наложения швов. После консультации пластического хирурга, к.м.н. Кудзаева Казбека Урусхановича и согласования с  заведующим отделением челюстно-лицевой хирургии Детской краевой больницы города Краснодара Землиным Иваном Александровичем и заведующим отделения челюстно-лицевой хирургии Краевой клинической больницы скорой медицинской помощи города Краснодара Вартаняном Сейраном Ашотовичем на спецтранспорте ребёнка доставили в Детскую краевую больницу города Краснодара, где было принято решение о проведении срочной операции: субтотальной реплантации лица. 
В течение 6 часов и 20 минут (основной микрохирургический этап занят 4 часа) под руководством ведущего хирурга - врача онколога, челюстно-лицевого, пластического и реконструктивного хирурга Дикарева Алексея Сергеевича бригада отечественных хирургов, состоящая из пластического хирурга Сергеева Игоря Сергеевича, челюстно-лицевого и реконструктивного хирурга Вартаняна Роберта Сейрановича, челюстно-лицевого хирурга Горгомой Элен Вагановны, челюстно-лицевого хирурга Биляк Анны Васильевны, пластического хирурга Дрыга Даниила Юрьевича, пластического хирурга Власовой Ирины Олеговны, врача-ординатора челюстно-лицевой хирургии  Руденок Даниила Юрьевича, врача-ординатора челюстно-лицевой хирургии Мартиросяна Александра Армановича выполняли сложную технически хирургическую операцию - субтотальную реплантацию лица. Предварительно была выполнена трахеостомия, далее с использованием оптического увеличения и микрохирургических инструментов восстановили артериальное и венозное кровообращение откусанного участка лица, где диаметр сосудов был 0,4 мм, провели анастомозирование артерий между двумя фрагментами правой лицевой артерии интермиттирующими швами по типу «конец в конец». Венозный анастомоз по типу «конец в конец» осуществлялся между двумя участками правой угловой вены. Был достигнут гемостаз. На следующем этапе выполнены швы слизистой оболочки полости рта и носовой перегородки правого и левого носовых ходов. Отсоединенный фрагмент мягких тканей был фиксирован в два слоя, что симметрично восстановило посттравматический дефицит тканей. 
Проведённое после операции ультразвуковое исследование кровоснабжения, указало на успешность восстановления кровообращения в приживлённой часта лица. Благодаря высокой квалификации и профессиональному мастерству хирургов анатомическая и функциональная структура лица у пострадавшего от укуса собаки ребёнка была восстановлена. Последующее лечение и реабилитация в течение 40 дней в больнице позволили убедиться в успешном приживлении тканей отсоединённого участка лица.

## Послеоперационная реабилитация
В течение первых 24 часов после операции проводился массаж приживлённого участка лица через каждые 15 минут и промывание глаз физиологическим раствором. На второй день после операции были назначены антибактериальные капли для глаз. Массаж приживлённого участка проводился через каждые 30 минут в течение 4 дней. На 7-й день массаж проводился через каждые 60 мин. С 8-го дня после операции, при признаках венозного стаза, проводили гирудотерапию 2—3 раза в день с 1—2 пиявками на приживлённом участке лица. На 19-й день была проведена частичная некрэктомия левой щеки и глабеллы с сохранением кожного лоскута. На 25-й день была удалена трахеотомическая трубка и восстановлено самостоятельное физиологическое дыхание. Проводились ежедневная антисептическая обработка линии швов, ротовой полости, полости носа, антибактериальная, инфузионная, противовоспалительная и антикоагулянтная терапия. Пациент получил антирабическую сыворотку согласно утвержденной схеме.

## Факторы способствующие успешности реплантация лица в педиатрии
- Организация ранней транспортировки пострадавшего ребёнка в место, где будет проводиться операция.
- Сохранение жизнеспособности оторванного участка лица, содержащего хотя бы одну целую артерию для восстановления кровообращения.
- Соблюдение «правило трех пакетов» и температурного режима для оторванного участка лица во время транспортировки.
- Готовность микрохирургической операционной в любое время.
- Квалификация оперирующего хирурга, умеющего проводить реплантацию с малым диаметром сосудов, навыки супермикрохирургии.
- Оптимальная анестезиологическая помощь, компенсация жизненно важных функций у пострадавшего.
- Проведение интраоперационного и постоянного послеоперационного ультразвукового контроля для оценки эффективности восстановления кровообращения приживлённого участка лица.
- Высокий уровень послеоперационного ухода и реабилитации.

## Перспектива
Субтотальная реплантация лица представляет собой оптимальный подход к лечению при наличии полностью отделённого участка лица, при условии, что он сохранен для реплантации. Выбор тактики лечения пострадавших с оторванным участком лица по направлению его реплантации демонстрирует высший уровень ведения данных пациентов и высокопрофессионального,  качественного медицинского ухода. Представленный практический опыт показывает, что микрохирургическая реплантация небольших композитных тканей лица возможна и позволяет успешно восстановить анатомическую, фенотипическую, функциональную и эстетическую структуры у пострадавшего.